# Tryphon brunniventris
Tryphon brunniventris  (лат.) — вид наездников-ихневмонид из подсемейства Tryphoninae.

## Описание
Оса длиной от 6 до 10 мм, а длина переднего крыла 5—8 мм.

## Экология
Встречаются эти осы на опушках лесов. Личинка осы паразитирует на личинках пилильщиков рода Dolerus. Взрослые особи питаются нектаром на цветках купыря лесного (Anthriscus sylvestris), обыкновенного борщевика (Heracleum sphondylium) и пижмы обыкновенной (Tanacetum vulgare).